# Тадзін (Куявсько-Поморське воєводство)
Тадзін (пол. Tadzin) — село в Польщі, у гміні Любане Влоцлавського повіту Куявсько-Поморського воєводства.
Населення — 172 особи (2011).
У 1975-1998 роках село належало до Влоцлавського воєводства.

## Демографія
Демографічна структура станом на 31 березня 2011 року:
|          | Загалом | Допрацездатний вік | Працездатний вік | Постпрацездатний вік |
| -------- | ------- | ------------------ | ---------------- | -------------------- |
| Чоловіки | 91      | 17                 | 62               | 12                   |
| Жінки    | 81      | 18                 | 41               | 22                   |
| Разом    | 172     | 35                 | 103              | 34                   |